# Mistrzostwa Świata Konstruktorów
Mistrzostwa Świata Konstruktorów, (oryg. World Manufacturers’ Championship) – coroczny cykl wyścigów samochodowych typu Grand Prix, organizowany przez AIACR w latach 1925–1927. Celem Mistrzostw było wyłonienie mistrza w kategorii konstruktorów, tj. konstruktora, który zdobył najmniej punktów w całym sezonie. Wyścigi składające się na Mistrzostwa Świata nazywane były Grandes Épreuves.

## Punktacja
W przeciwieństwie do wyścigów Formuły 1, mistrzostwo otrzymywał konstruktor z najmniejszą liczbą punktów; w przypadku, kiedy więcej konstruktorów miało tę samą liczbę punktów, zwyciężał konstruktor z największym pokonanym dystansem. Za pierwsze, drugie i trzecie miejsce przyznawano odpowiednio 1, 2 i 3 punkty. Konstruktorzy, których kierowcy ukończyli wyścig poza czołową trójką zdobywali 4 punkty. Jeśli żaden z kierowców konstruktora nie dojechał do mety, przyznawano mu pięć punktów, a gdy nie zgłoszono żadnego kierowcy do wyścigu, konstruktor zdobywał 6 punktów.
Dodatkowym wymaganiem klasyfikowania w mistrzostwach było uczestnictwo w przynajmniej dwóch wyścigach. Ponadto w sezonie 1925 każdy konstruktor musiał uczestniczyć w zawodach we własnym kraju oraz w Grand Prix Włoch. Również w 1925 roku odrzucano jeden z wyników.

## Wyścigi
| Sezon | 1   | 2   | 3   | 4   | 5   |
| ----- | --- | --- | --- | --- | --- |
| 1925  | 500 | BEL | FRA | ITA |     |
| 1926  | 500 | FRA | SSN | GBR | ITA |
| 1927  | 500 | FRA | ESP | ITA | GBR |

## Mistrzowie
| Sezon | Mistrz     | PP | Zw. | Pod. | NO | Pkt. |
| ----- | ---------- | -- | --- | ---- | -- | ---- |
| 1925  | Alfa Romeo | 0  | 2   | 2    | 1  | 7    |
| 1926  | Bugatti    | 0  | 3   | 4    | 2  | 11   |
| 1927  | Delage     | 0  | 4   | 4    | 3  | 10   |